# Wyspa Wilhelma
Wyspa Wilhelma (norw. Wilhelmøya) – niezamieszkana wyspa wchodząca w skład norweskiego archipelagu Svalbard, położona między Spitsbergenem a Ziemią Północno-Wschodnią. Powierzchnia wyspy wynosi około 120 km².